# Cartulario del Monasterio de San Salvador de Oña
El cartulario del Monasterio de San Salvador de Oña es un manuscrito medieval en formato cartulario que contiene transcripciones de documentos originales del siglo XIV. Se encuentra depositado en el Archivo Histórico Provincial de Cantabria.

## Descripción
El cartulario tiene tapas de madera, forradas con piel repujada y con cierre metálico. Tiene unas medidas de 180 x 120 x 30 milímetros. Contiene 108 escrituras copiadas en 72 hojas en pergamino. Contiene 8 cuadernillos. Su letra está conformada en letra gótica del siglo XIV, y sus tapas son de madera en un estado de mala conservación.
Las escrituras que contiene representan una pequeña parte de la Colección Diplomática de San Salvador de Oña.

## Historia
El documento más reciente de los que contiene datados es del año 1278 y su encuadernación se realizó a finales del siglo XIV, por lo que el momento de su ejecución es uno indeterminado entre esas dos fechas. De los documentos que contiene este cartulario, más de dos tercios son únicos.
El cartulario fue declarado bien de interés cultural en 2003. Se conserva en el Archivo Histórico Provincial de Cantabria.